# Tetrachondraceae
Tetrachondraceae — родина рослин ряду губоцвітих (Lamiales). Родина містить два роди Polypremum і Tetrachondra, які разом складають три види:
- Polypremum procumbens L. (1753)
- Tetrachondra hamiltonii Petrie ex Oliv. (1892)
- Tetrachondra patagonica Skottsb. (1912)